# Fat Dog
Fat Dog — английская группа, в которой играют Джо Лав, Крис Хьюз, Морган Уоллес, Джеки Уилер и Джонни «собакоголовый» Хутч. Группа была основана в 2020 году в Лондоне.

## Музыкальная карьера
Fat Dog появились на свет во время режима самоизоляции, связанного с эпидемией COVID-19. Ещё до выпуска первых синглов группа стала известной благодаря своим резонансным живым выступлениям, охарактеризованными Гари Райаном с портала New Musical Express, как «самая самобытная живая группа 2023 года». В 2023 группа подписала контракт с лэйблом Domino Recording Company.. Ребята играли на разогреве у групп Viagra Boys и Yard Act и распродали все билеты на концерт в клубе Scala в своем первом туре, будучи хэдлайнерами.
Первый сингл группы, «King of the Slugs», был выпущен в августе 2023. Семиминутная песня, сочетающая в себе музыку в стилях панк и техно, была выпущена совместно с Лавом и Джеймсом Фордами, а так же в сопровождении музыкального видео, срежессированного Диланом Коатесем. Песня заняла 33 место в списке 50 лучших песен 2023 года по версии портала New Musical Express. Последующий сингл, «All The Same», был выпущен в январе 2024 и сопровождался музыкальным видео с участием Нэйла Бэлла. Через месяц была выпущена ремикс-версия All The Same коллективом Mandy, Indiana.
Барабанщик Джонни Хутч получил свое прозвище «собакоголовый» в связи с тем, что надевал на голову латексную маску собаки на каждый концерт. Он утверждал, что у него расстройство аутистического спектра, и это помогает ему преодалеть тревогу во время выступления на публике.
Группа впервые сыграла в США на фестивале South by Southwest в 2024. Они играли на Road Festival в 2023 и на Borderline Festival в Дублине в феврале 2024. Тур вместе с английской группой Sports Team в конце 2022 был их первым туром в нынешнем составе.
Свой первый альбом, WOOF. группа выпустила 6 сентября 2024.

## Музыкальные влияния
Музыка группы Fat Dog может быть описана, как содержащая элементы танцевальной музыки, панк и клезмер; фронтмен Джо Лав упомянул музыку из игры Serious Sam, как повлиявшую на музыкальный стиль их группы.

## Участники
Действующие участники
- Джо Лав — вокал и гитара (с 2020)
- Джонни 'Собакоголовый' Хутч — ударные и перкуссия (с 2020)
- Крис Хьюз — клавишные (с 2022)
- Морган Уолс — саксофон и клавишные (с 2022)
- Джеки Уилер — бас (с 2024)

Бывшие участники
- Бен Харрис — бас (2020—2024)
- Джаз Грани — Вокал и клавишные (2020—2022)[23]
- Уилл Кокс — Клавишные (2020—2022)

### Студийные альбомы
| Название | Примечания                                     | Наивысшая позиция в чартах | Наивысшая позиция в чартах |
| Название | Примечания                                     | UK                         | SCO                        |
| -------- | ---------------------------------------------- | -------------------------- | -------------------------- |
| Woof.    | - Дата выхода: 6 сентября 2024 - Лэйбл: Domino | 16                         | 5                          |

### Синглы
| Название            | Год  | Альбом |
| ------------------- | ---- | ------ |
| «King of the Slugs» | 2023 | Woof.  |
| «All the Same»      | 2024 | Woof.  |
| «Running»           | 2024 | Woof.  |
| «I Am the King»     | 2024 | Woof.  |
| «Wither»            | 2024 | Woof.  |
| «Peace Song»        | 2024 | ???    |